# Biezoziornoje
Biezoziornoje (ros. Безозёрное) – wieś (ros. seło) w południowo-wschodniej Rosji, terytorialnie i administracyjnie należąca do rejonu buriejskiego, w obwodzie amurskim. 
Według danych statystycznych z 2016 roku wieś Biezoziornoje zamieszkiwało 428 mieszkańców. 